# Phlaeoba matsumurai
Phlaeoba matsumurai är en insektsart som först beskrevs av Bolívar, I. 1914.  Phlaeoba matsumurai ingår i släktet Phlaeoba och familjen gräshoppor. Inga underarter finns listade i Catalogue of Life.